# 1745
Portal Geschichte | Portal Biografien | Aktuelle Ereignisse | Jahreskalender | Tagesartikel

◄ |
17. Jahrhundert |
18. Jahrhundert
| 19. Jahrhundert | ►

◄ |
1710er |
1720er |
1730er |
1740er
| 1750er | 1760er | 1770er | ►

◄◄ |
◄ |
1741 |
1742 |
1743 |
1744 |
1745
| 1746 | 1747 | 1748 | 1749 | ► | ►►
Staatsoberhäupter  · Nekrolog   · Musikjahr
| Januar | Januar | Januar | Januar | Januar | Januar | Januar | Januar |
| Kw     | Mo     | Di     | Mi     | Do     | Fr     | Sa     | So     |
| ------ | ------ | ------ | ------ | ------ | ------ | ------ | ------ |
| 53     |        |        |        |        | 1      | 2      | 3      |
| 1      | 4      | 5      | 6      | 7      | 8      | 9      | 10     |
| 2      | 11     | 12     | 13     | 14     | 15     | 16     | 17     |
| 3      | 18     | 19     | 20     | 21     | 22     | 23     | 24     |
| 4      | 25     | 26     | 27     | 28     | 29     | 30     | 31     |

| Februar | Februar | Februar | Februar | Februar | Februar | Februar | Februar |
| Kw      | Mo      | Di      | Mi      | Do      | Fr      | Sa      | So      |
| ------- | ------- | ------- | ------- | ------- | ------- | ------- | ------- |
| 5       | 1       | 2       | 3       | 4       | 5       | 6       | 7       |
| 6       | 8       | 9       | 10      | 11      | 12      | 13      | 14      |
| 7       | 15      | 16      | 17      | 18      | 19      | 20      | 21      |
| 8       | 22      | 23      | 24      | 25      | 26      | 27      | 28      |

| März | März | März | März | März | März | März | März |
| Kw   | Mo   | Di   | Mi   | Do   | Fr   | Sa   | So   |
| ---- | ---- | ---- | ---- | ---- | ---- | ---- | ---- |
| 9    | 1    | 2    | 3    | 4    | 5    | 6    | 7    |
| 10   | 8    | 9    | 10   | 11   | 12   | 13   | 14   |
| 11   | 15   | 16   | 17   | 18   | 19   | 20   | 21   |
| 12   | 22   | 23   | 24   | 25   | 26   | 27   | 28   |
| 13   | 29   | 30   | 31   |      |      |      |      |

| April | April | April | April | April | April | April | April |
| Kw    | Mo    | Di    | Mi    | Do    | Fr    | Sa    | So    |
| ----- | ----- | ----- | ----- | ----- | ----- | ----- | ----- |
| 13    |       |       |       | 1     | 2     | 3     | 4     |
| 14    | 5     | 6     | 7     | 8     | 9     | 10    | 11    |
| 15    | 12    | 13    | 14    | 15    | 16    | 17    | 18    |
| 16    | 19    | 20    | 21    | 22    | 23    | 24    | 25    |
| 17    | 26    | 27    | 28    | 29    | 30    |       |       |

| Mai | Mai | Mai | Mai | Mai | Mai | Mai | Mai |
| Kw  | Mo  | Di  | Mi  | Do  | Fr  | Sa  | So  |
| --- | --- | --- | --- | --- | --- | --- | --- |
| 17  |     |     |     |     |     | 1   | 2   |
| 18  | 3   | 4   | 5   | 6   | 7   | 8   | 9   |
| 19  | 10  | 11  | 12  | 13  | 14  | 15  | 16  |
| 20  | 17  | 18  | 19  | 20  | 21  | 22  | 23  |
| 21  | 24  | 25  | 26  | 27  | 28  | 29  | 30  |
| 22  | 31  |     |     |     |     |     |     |

| Juni | Juni | Juni | Juni | Juni | Juni | Juni | Juni |
| Kw   | Mo   | Di   | Mi   | Do   | Fr   | Sa   | So   |
| ---- | ---- | ---- | ---- | ---- | ---- | ---- | ---- |
| 22   |      | 1    | 2    | 3    | 4    | 5    | 6    |
| 23   | 7    | 8    | 9    | 10   | 11   | 12   | 13   |
| 24   | 14   | 15   | 16   | 17   | 18   | 19   | 20   |
| 25   | 21   | 22   | 23   | 24   | 25   | 26   | 27   |
| 26   | 28   | 29   | 30   |      |      |      |      |

| Juli | Juli | Juli | Juli | Juli | Juli | Juli | Juli |
| Kw   | Mo   | Di   | Mi   | Do   | Fr   | Sa   | So   |
| ---- | ---- | ---- | ---- | ---- | ---- | ---- | ---- |
| 26   |      |      |      | 1    | 2    | 3    | 4    |
| 27   | 5    | 6    | 7    | 8    | 9    | 10   | 11   |
| 28   | 12   | 13   | 14   | 15   | 16   | 17   | 18   |
| 29   | 19   | 20   | 21   | 22   | 23   | 24   | 25   |
| 30   | 26   | 27   | 28   | 29   | 30   | 31   |      |

| August | August | August | August | August | August | August | August |
| Kw     | Mo     | Di     | Mi     | Do     | Fr     | Sa     | So     |
| ------ | ------ | ------ | ------ | ------ | ------ | ------ | ------ |
| 30     |        |        |        |        |        |        | 1      |
| 31     | 2      | 3      | 4      | 5      | 6      | 7      | 8      |
| 32     | 9      | 10     | 11     | 12     | 13     | 14     | 15     |
| 33     | 16     | 17     | 18     | 19     | 20     | 21     | 22     |
| 34     | 23     | 24     | 25     | 26     | 27     | 28     | 29     |
| 35     | 30     | 31     |        |        |        |        |        |

| September | September | September | September | September | September | September | September |
| Kw        | Mo        | Di        | Mi        | Do        | Fr        | Sa        | So        |
| --------- | --------- | --------- | --------- | --------- | --------- | --------- | --------- |
| 35        |           |           | 1         | 2         | 3         | 4         | 5         |
| 36        | 6         | 7         | 8         | 9         | 10        | 11        | 12        |
| 37        | 13        | 14        | 15        | 16        | 17        | 18        | 19        |
| 38        | 20        | 21        | 22        | 23        | 24        | 25        | 26        |
| 39        | 27        | 28        | 29        | 30        |           |           |           |

| Oktober | Oktober | Oktober | Oktober | Oktober | Oktober | Oktober | Oktober |
| Kw      | Mo      | Di      | Mi      | Do      | Fr      | Sa      | So      |
| ------- | ------- | ------- | ------- | ------- | ------- | ------- | ------- |
| 39      |         |         |         |         | 1       | 2       | 3       |
| 40      | 4       | 5       | 6       | 7       | 8       | 9       | 10      |
| 41      | 11      | 12      | 13      | 14      | 15      | 16      | 17      |
| 42      | 18      | 19      | 20      | 21      | 22      | 23      | 24      |
| 43      | 25      | 26      | 27      | 28      | 29      | 30      | 31      |

| November | November | November | November | November | November | November | November |
| Kw       | Mo       | Di       | Mi       | Do       | Fr       | Sa       | So       |
| -------- | -------- | -------- | -------- | -------- | -------- | -------- | -------- |
| 44       | 1        | 2        | 3        | 4        | 5        | 6        | 7        |
| 45       | 8        | 9        | 10       | 11       | 12       | 13       | 14       |
| 46       | 15       | 16       | 17       | 18       | 19       | 20       | 21       |
| 47       | 22       | 23       | 24       | 25       | 26       | 27       | 28       |
| 48       | 29       | 30       |          |          |          |          |          |

| Dezember | Dezember | Dezember | Dezember | Dezember | Dezember | Dezember | Dezember |
| Kw       | Mo       | Di       | Mi       | Do       | Fr       | Sa       | So       |
| -------- | -------- | -------- | -------- | -------- | -------- | -------- | -------- |
| 48       |          |          | 1        | 2        | 3        | 4        | 5        |
| 49       | 6        | 7        | 8        | 9        | 10       | 11       | 12       |
| 50       | 13       | 14       | 15       | 16       | 17       | 18       | 19       |
| 51       | 20       | 21       | 22       | 23       | 24       | 25       | 26       |
| 52       | 27       | 28       | 29       | 30       | 31       |          |          |

| Januar | Januar | Januar | Januar | Januar | Januar | Januar | Januar |
| Kw     | Mo     | Di     | Mi     | Do     | Fr     | Sa     | So     |
| ------ | ------ | ------ | ------ | ------ | ------ | ------ | ------ |
| 53     |        |        |        |        | 1      | 2      | 3      |
| 1      | 4      | 5      | 6      | 7      | 8      | 9      | 10     |
| 2      | 11     | 12     | 13     | 14     | 15     | 16     | 17     |
| 3      | 18     | 19     | 20     | 21     | 22     | 23     | 24     |
| 4      | 25     | 26     | 27     | 28     | 29     | 30     | 31     |

| Februar | Februar | Februar | Februar | Februar | Februar | Februar | Februar |
| Kw      | Mo      | Di      | Mi      | Do      | Fr      | Sa      | So      |
| ------- | ------- | ------- | ------- | ------- | ------- | ------- | ------- |
| 5       | 1       | 2       | 3       | 4       | 5       | 6       | 7       |
| 6       | 8       | 9       | 10      | 11      | 12      | 13      | 14      |
| 7       | 15      | 16      | 17      | 18      | 19      | 20      | 21      |
| 8       | 22      | 23      | 24      | 25      | 26      | 27      | 28      |

| März | März | März | März | März | März | März | März |
| Kw   | Mo   | Di   | Mi   | Do   | Fr   | Sa   | So   |
| ---- | ---- | ---- | ---- | ---- | ---- | ---- | ---- |
| 9    | 1    | 2    | 3    | 4    | 5    | 6    | 7    |
| 10   | 8    | 9    | 10   | 11   | 12   | 13   | 14   |
| 11   | 15   | 16   | 17   | 18   | 19   | 20   | 21   |
| 12   | 22   | 23   | 24   | 25   | 26   | 27   | 28   |
| 13   | 29   | 30   | 31   |      |      |      |      |

| April | April | April | April | April | April | April | April |
| Kw    | Mo    | Di    | Mi    | Do    | Fr    | Sa    | So    |
| ----- | ----- | ----- | ----- | ----- | ----- | ----- | ----- |
| 13    |       |       |       | 1     | 2     | 3     | 4     |
| 14    | 5     | 6     | 7     | 8     | 9     | 10    | 11    |
| 15    | 12    | 13    | 14    | 15    | 16    | 17    | 18    |
| 16    | 19    | 20    | 21    | 22    | 23    | 24    | 25    |
| 17    | 26    | 27    | 28    | 29    | 30    |       |       |

| Mai | Mai | Mai | Mai | Mai | Mai | Mai | Mai |
| Kw  | Mo  | Di  | Mi  | Do  | Fr  | Sa  | So  |
| --- | --- | --- | --- | --- | --- | --- | --- |
| 17  |     |     |     |     |     | 1   | 2   |
| 18  | 3   | 4   | 5   | 6   | 7   | 8   | 9   |
| 19  | 10  | 11  | 12  | 13  | 14  | 15  | 16  |
| 20  | 17  | 18  | 19  | 20  | 21  | 22  | 23  |
| 21  | 24  | 25  | 26  | 27  | 28  | 29  | 30  |
| 22  | 31  |     |     |     |     |     |     |

| Juni | Juni | Juni | Juni | Juni | Juni | Juni | Juni |
| Kw   | Mo   | Di   | Mi   | Do   | Fr   | Sa   | So   |
| ---- | ---- | ---- | ---- | ---- | ---- | ---- | ---- |
| 22   |      | 1    | 2    | 3    | 4    | 5    | 6    |
| 23   | 7    | 8    | 9    | 10   | 11   | 12   | 13   |
| 24   | 14   | 15   | 16   | 17   | 18   | 19   | 20   |
| 25   | 21   | 22   | 23   | 24   | 25   | 26   | 27   |
| 26   | 28   | 29   | 30   |      |      |      |      |

| Juli | Juli | Juli | Juli | Juli | Juli | Juli | Juli |
| Kw   | Mo   | Di   | Mi   | Do   | Fr   | Sa   | So   |
| ---- | ---- | ---- | ---- | ---- | ---- | ---- | ---- |
| 26   |      |      |      | 1    | 2    | 3    | 4    |
| 27   | 5    | 6    | 7    | 8    | 9    | 10   | 11   |
| 28   | 12   | 13   | 14   | 15   | 16   | 17   | 18   |
| 29   | 19   | 20   | 21   | 22   | 23   | 24   | 25   |
| 30   | 26   | 27   | 28   | 29   | 30   | 31   |      |

| August | August | August | August | August | August | August | August |
| Kw     | Mo     | Di     | Mi     | Do     | Fr     | Sa     | So     |
| ------ | ------ | ------ | ------ | ------ | ------ | ------ | ------ |
| 30     |        |        |        |        |        |        | 1      |
| 31     | 2      | 3      | 4      | 5      | 6      | 7      | 8      |
| 32     | 9      | 10     | 11     | 12     | 13     | 14     | 15     |
| 33     | 16     | 17     | 18     | 19     | 20     | 21     | 22     |
| 34     | 23     | 24     | 25     | 26     | 27     | 28     | 29     |
| 35     | 30     | 31     |        |        |        |        |        |

| September | September | September | September | September | September | September | September |
| Kw        | Mo        | Di        | Mi        | Do        | Fr        | Sa        | So        |
| --------- | --------- | --------- | --------- | --------- | --------- | --------- | --------- |
| 35        |           |           | 1         | 2         | 3         | 4         | 5         |
| 36        | 6         | 7         | 8         | 9         | 10        | 11        | 12        |
| 37        | 13        | 14        | 15        | 16        | 17        | 18        | 19        |
| 38        | 20        | 21        | 22        | 23        | 24        | 25        | 26        |
| 39        | 27        | 28        | 29        | 30        |           |           |           |

| Oktober | Oktober | Oktober | Oktober | Oktober | Oktober | Oktober | Oktober |
| Kw      | Mo      | Di      | Mi      | Do      | Fr      | Sa      | So      |
| ------- | ------- | ------- | ------- | ------- | ------- | ------- | ------- |
| 39      |         |         |         |         | 1       | 2       | 3       |
| 40      | 4       | 5       | 6       | 7       | 8       | 9       | 10      |
| 41      | 11      | 12      | 13      | 14      | 15      | 16      | 17      |
| 42      | 18      | 19      | 20      | 21      | 22      | 23      | 24      |
| 43      | 25      | 26      | 27      | 28      | 29      | 30      | 31      |

| November | November | November | November | November | November | November | November |
| Kw       | Mo       | Di       | Mi       | Do       | Fr       | Sa       | So       |
| -------- | -------- | -------- | -------- | -------- | -------- | -------- | -------- |
| 44       | 1        | 2        | 3        | 4        | 5        | 6        | 7        |
| 45       | 8        | 9        | 10       | 11       | 12       | 13       | 14       |
| 46       | 15       | 16       | 17       | 18       | 19       | 20       | 21       |
| 47       | 22       | 23       | 24       | 25       | 26       | 27       | 28       |
| 48       | 29       | 30       |          |          |          |          |          |

| Dezember | Dezember | Dezember | Dezember | Dezember | Dezember | Dezember | Dezember |
| Kw       | Mo       | Di       | Mi       | Do       | Fr       | Sa       | So       |
| -------- | -------- | -------- | -------- | -------- | -------- | -------- | -------- |
| 48       |          |          | 1        | 2        | 3        | 4        | 5        |
| 49       | 6        | 7        | 8        | 9        | 10       | 11       | 12       |
| 50       | 13       | 14       | 15       | 16       | 17       | 18       | 19       |
| 51       | 20       | 21       | 22       | 23       | 24       | 25       | 26       |
| 52       | 27       | 28       | 29       | 30       | 31       |          |          |

## Ereignisse

### Politik und Weltgeschehen

#### Österreichischer Erbfolgekrieg
- 8. Januar: In einer Quadrupelallianz finden sich während des zweiten Schlesischen Kriegs Österreich, Großbritannien, die Republik der Sieben Vereinigten Provinzen und Sachsen in Warschau zusammen, um die preußische Expansion einzudämmen. Das geschlossene Bündnis wird im selben Jahr durch den Frieden von Dresden hinfällig.

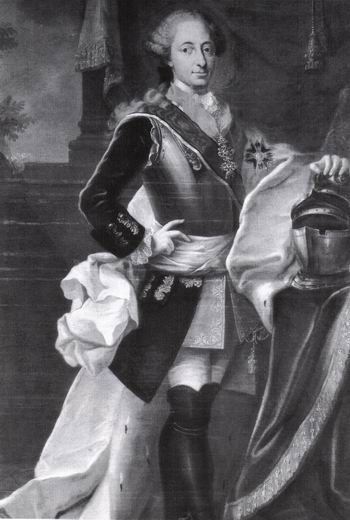
Kurfürst Maximilian III. Joseph von Bayern

- 20. Januar: Der Tod des römisch-deutschen Kaisers Karl VII. bringt im Kurfürstentum Bayern seinen Sohn Maximilian III. Joseph an die Macht. Als Kaiser folgt dem Verstorbenen am 13. September Großherzog Franz I. Stephan von Toskana nach, der damit das Haus Habsburg-Lothringen begründet.
- 14. Februar: Nach der Niederlage gegen preußische Truppen unter Johann von Lehwaldt im Gefecht bei Habelschwerdt müssen die Österreicher die Grafschaft Glatz räumen.
- 15. April: Die Schlacht bei Pfaffenhofen zwischen französisch-kurpfälzischen und österreichischen Truppen in der Nähe der Stadt Pfaffenhofen an der Ilm in Oberbayern endet mit einem österreichischen Sieg unter Karl Josef Batthyány.
- 22. April: Durch den Frieden von Füssen zwischen Bayern und Österreich scheidet Bayern aus dem Österreichischen Erbfolgekrieg aus.
- 25. April: Französische Truppen unter Moritz von Sachsen beginnen mit der Belagerung von Tournai. Die von den Niederlanden gehaltene Stadt wird am 22. Mai übergeben, die niederländische Garnison zieht sich in die Zitadelle zurück.

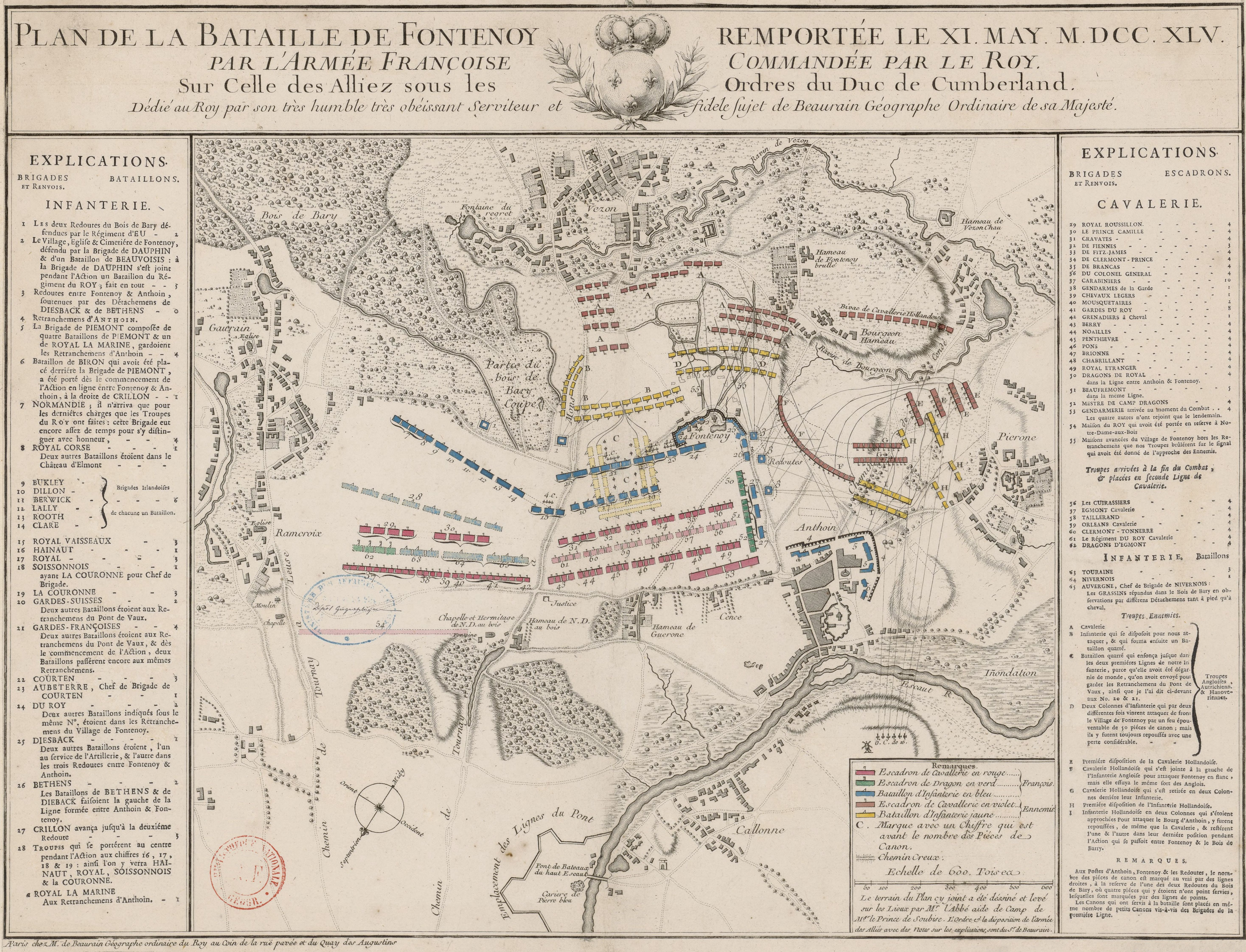
Schlachtplan von Fontenoy

- 11. Mai: In der Schlacht bei Fontenoy erkämpfen die Franzosen unter Moritz von Sachsen einen verlustreichen Sieg gegen Österreicher, Briten und Niederländer unter William Augustus, Duke of Cumberland.
- 1. Juni: Acht Tage nach der Einnahme von Tournai beginnen die Franzosen mit der Belagerung der Zitadelle, die am 19. Juni kapituliert.
- 4. Juni: In der Schlacht bei Hohenfriedeberg in Schlesien besiegt Friedrich II. von Preußen ein österreichisch-sächsisches Heer unter dem Befehl von Karl Alexander von Lothringen und Johann Adolf II. von Sachsen-Weißenfels.
- 27. September: In der Schlacht bei Bassignana erleidet das österreichisch-piemontesische Heer eine Niederlage gegen französisch-spanisch-neapolitanische Truppen, nachdem diese gemeinsam Tortona, Piacenza, Parma und Pavia erobert haben.
- 30. September: In der Schlacht bei Soor besiegt Preußen Österreich und Sachsen.
- 4. Oktober: Franz I. Stephan aus der Dynastie Habsburg-Lothringen wird in Frankfurt am Main zum römisch-deutschen Kaiser gekrönt. Die Wahl hat bereits am 13. September stattgefunden.
- 23. November: In der Schlacht bei Hennersdorf besiegen die preußischen Truppen unter Friedrich dem Großen im Zweiten Schlesischen Krieg Einheiten der sächsischen Armee und österreichische Regimenter.
- 15. Dezember: Die Schlacht bei Kesselsdorf endet mit einem Sieg Preußens unter Leopold von Anhalt-Dessau über österreichische und sächsische Einheiten unter Friedrich August Rutowski.
- 25. Dezember: Der Frieden von Dresden beendet den Zweiten Schlesischen Krieg zwischen Österreich, Sachsen und Preußen.

#### Der Krieg in den Kolonien

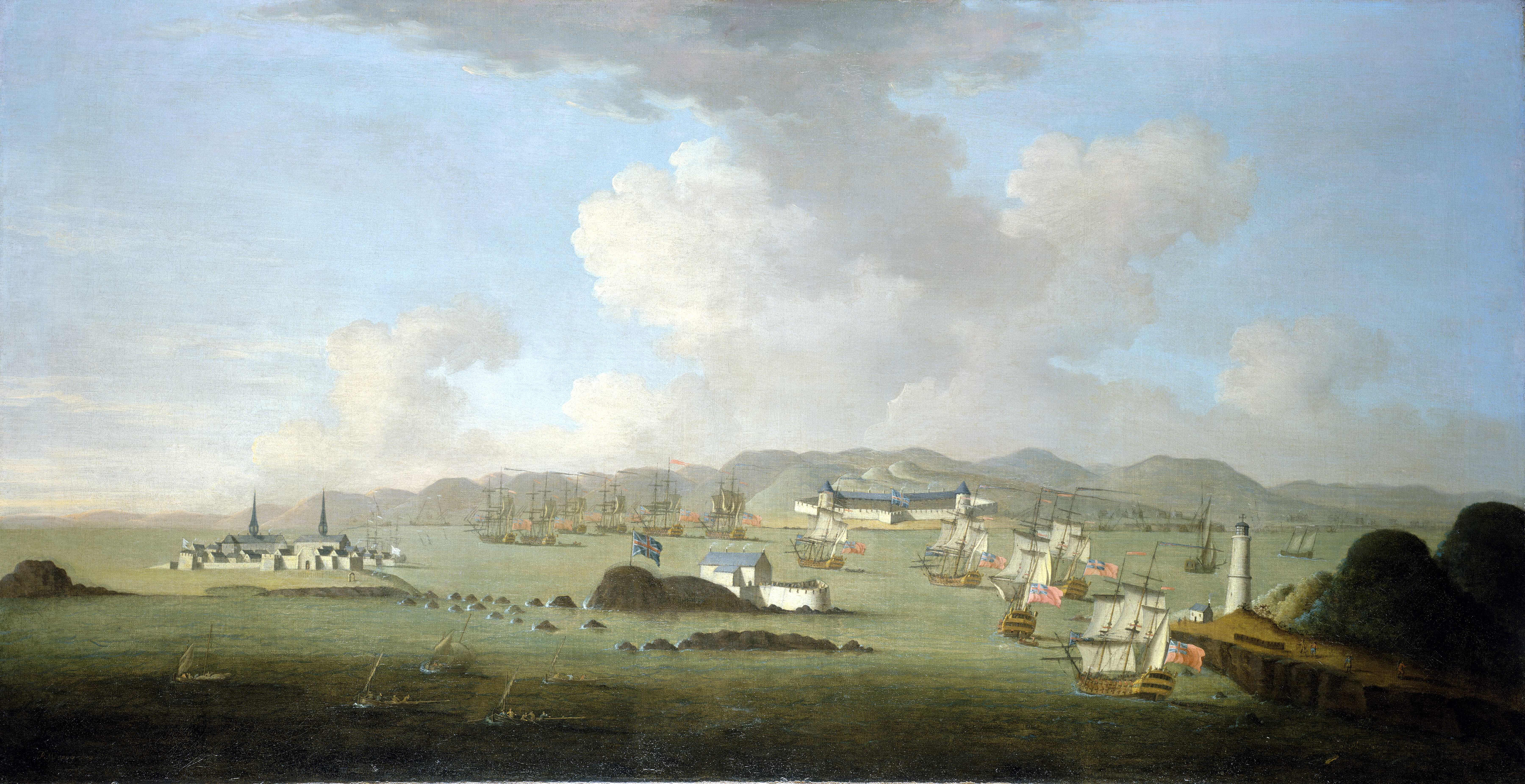
Die Belagerung von Louisbourg

- Während King George’s War in den amerikanischen Kolonien erobern Truppen aus Neuengland die französische Festung Louisbourg auf der Kap-Breton-Insel nach 46-tägiger Belagerung.

#### Frankreich

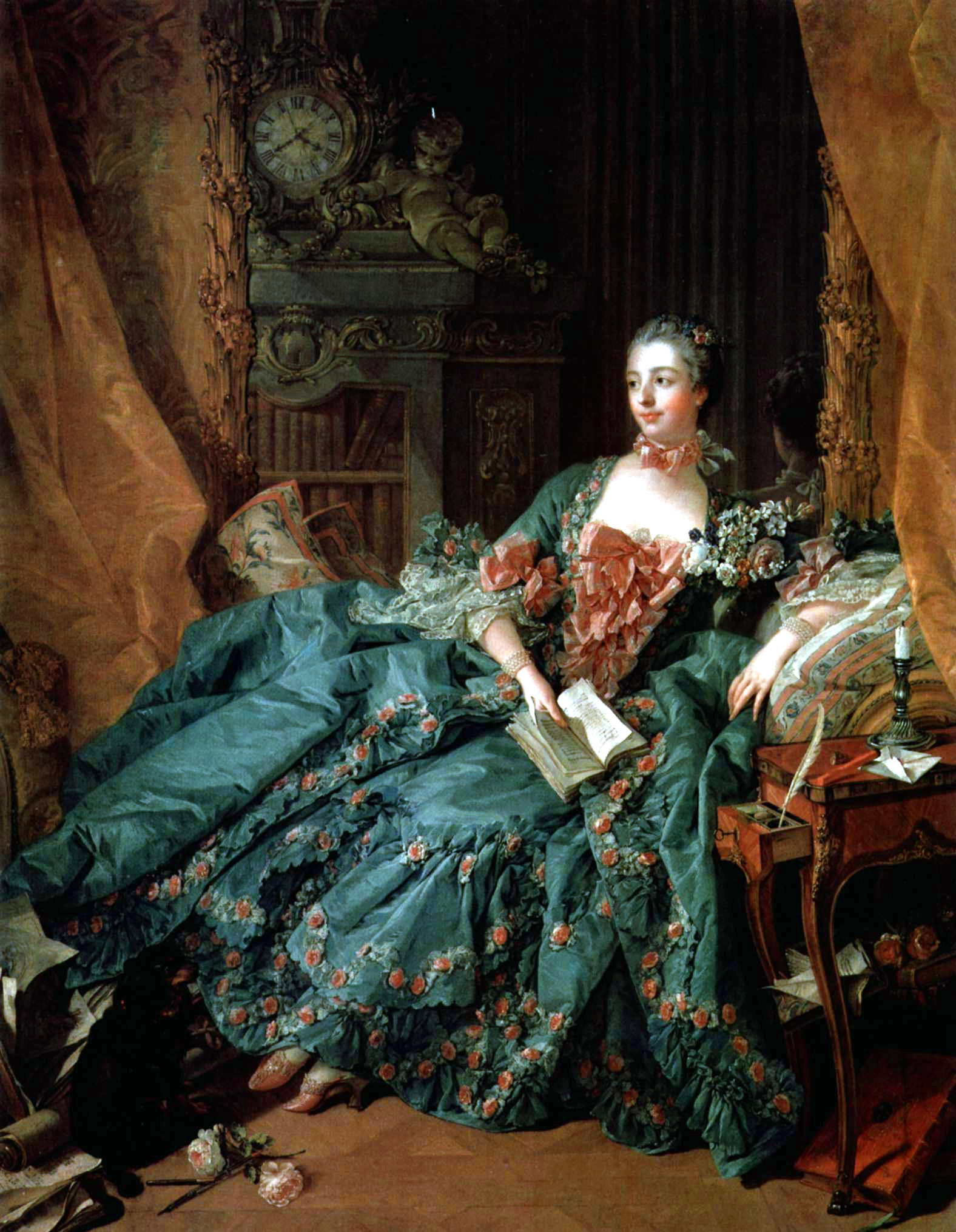
Marquise de Pompadour, François Boucher, 1756

- 28. Februar: Anlässlich eines Maskenballs zur Hochzeit des französischen Thronfolgers gelingt es Madame de Pompadour die Aufmerksamkeit des französischen Königs Ludwig XV. zu erregen. Bis zu ihrem Tod im Jahr 1764 übt sie großen Einfluss auf den Monarchen aus.

#### Großbritannien
- 19. August: Wenige Tage nach seiner Landung in Schottland hisst der britische Thronprätendent Charles Edward Stuart, von seinen Anhängern Bonnie Prince Charlie genannt, bei Glenfinnan seine Standarte. Der Zweite Jakobitenaufstand beginnt. Mit etwa 3.000 Hochländern verschiedener Clans marschiert er auf Edinburgh zu und kann die Stadt – nicht jedoch die Burg – am 17. September ohne nennenswerten Widerstand einnehmen.

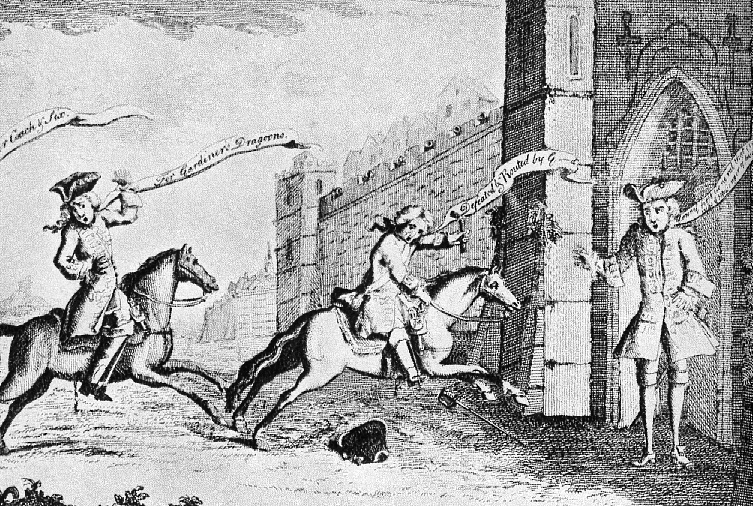
Karikatur des flüchtenden John Cope nach der verlorenen Schlacht

- 21. September: Jakobitische Rebellen unter der Führung von Charles Edward Stuart schlagen in der Schlacht bei Prestonpans britische Regierungstruppen unter General Sir John Cope vernichtend und gewinnen damit zeitweilig die Herrschaft über ganz Schottland. Lediglich die Festungen von Edinburgh und Stirling bleiben in der Hand der Regierungstruppen. Bonnie Prince Charlie schlägt seine Residenz in Holyrood Palace auf.
- Mit seiner auf 5000 Mann angewachsenen Hochlandarmee marschiert Charles Edward bald danach in England ein, wo er sich noch größeren Zulauf von den englischen und irischen Jakobiten erhofft. In schnellen Aktionen werden die Städte Lancaster und Manchester eingenommen. Im Dezember steht er vor Derby, nur knappe 150 Kilometer von dem völlig unvorbereiteten London entfernt.

#### Russland

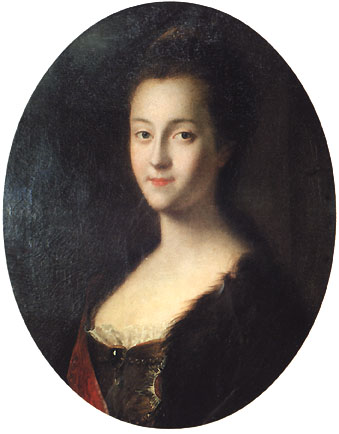
Die etwa 15-jährige Katharina auf einem Gemälde von Louis Caravaque (1745)

- 1. September: Der russische Thronfolger Peter Fjodorowitsch aus dem Haus Romanow-Holstein-Gottorp heiratet auf Initiative seiner Mutter Elisabeth Petrowna die deutsche Prinzessin Sophie Auguste Friederike von Anhalt-Zerbst, die im Vorjahr den Namen Jekaterina Alexejewna angenommen hat. Die Hochzeitsfeierlichkeiten dauern zehn Tage. Schon in der Hochzeitsnacht wird deutlich, dass der Großfürst nur wenig Interesse und Zuneigung für seine Gattin empfindet.

#### Japan

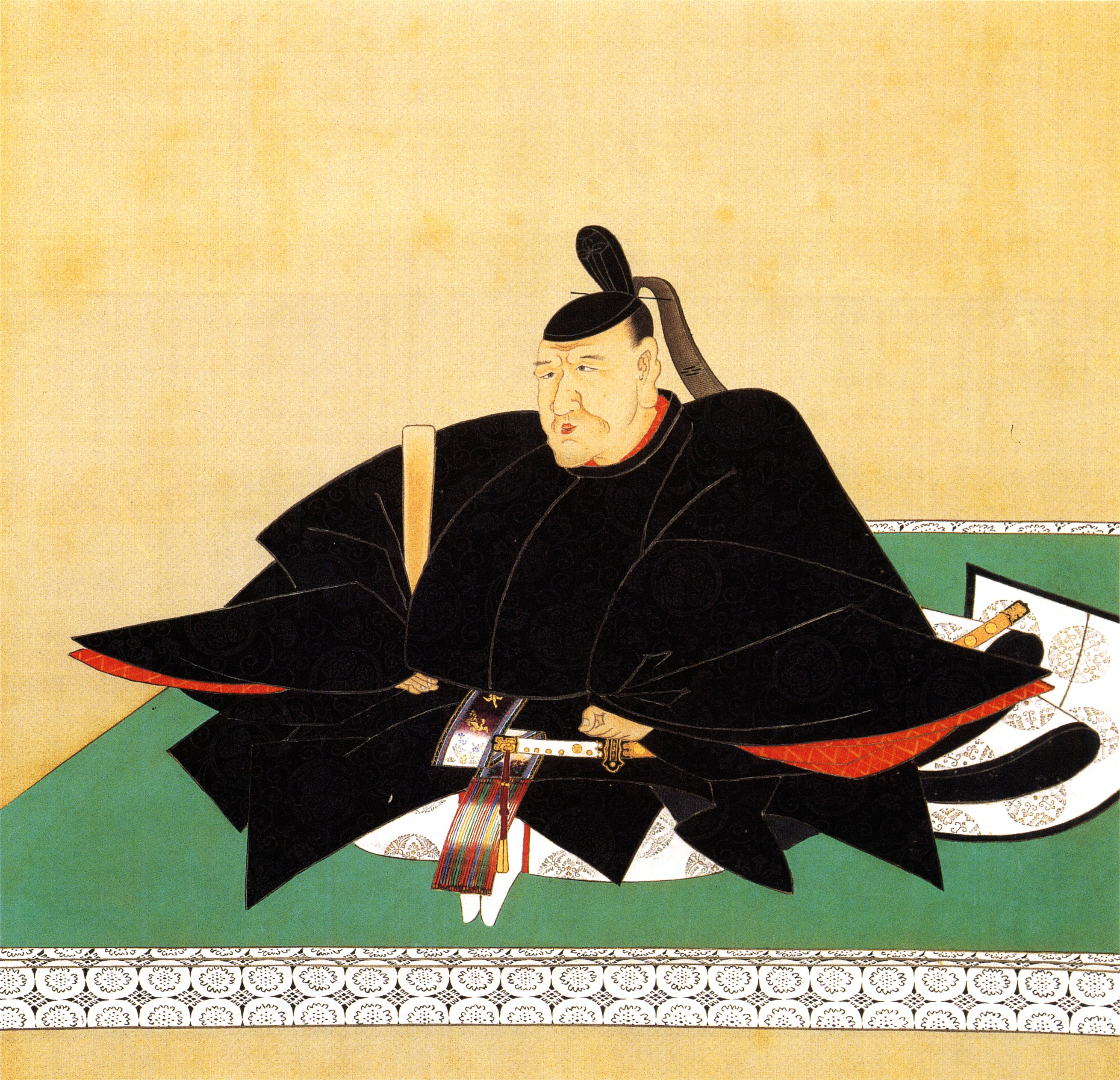
Tokugawa Ieshige in klassischer Hoftracht

- 24. November: Tokugawa Yoshimune tritt zugunsten seines Sohnes Tokugawa Ieshige als Shōgun der Edo-Zeit in Japans zurück.

### Wirtschaft
- Mit dem Wandsbecker Mercurius erscheint erstmals in Deutschland eine Zeitung, die sich ausdrücklich an die breite Bevölkerung richtet.

### Wissenschaft und Technik
- 11. Oktober: Der Domdechant Ewald Georg von Kleist entdeckt das Prinzip der Leidener Flasche. Im Jahr darauf stößt auch Pieter van Musschenbroek in Leiden auf den Effekt ausgelöster Stromschläge.
- In Braunschweig wird das Collegium Carolina gegründet.
- Der Schweizer Astronom Jean-Philippe de Chéseaux entdeckt unter anderem zwei Emissionsnebel, den Adlernebel und den Omeganebel, sowie die offenen Sternhaufen Messier 25, IC 4665 und NGC 6633.

### Kultur

#### Musik und Theater
- 5. Januar: Das dramatische Oratorium Hercules von Georg Friedrich Händel wird am Theatre Royal, Covent Garden, in London uraufgeführt.

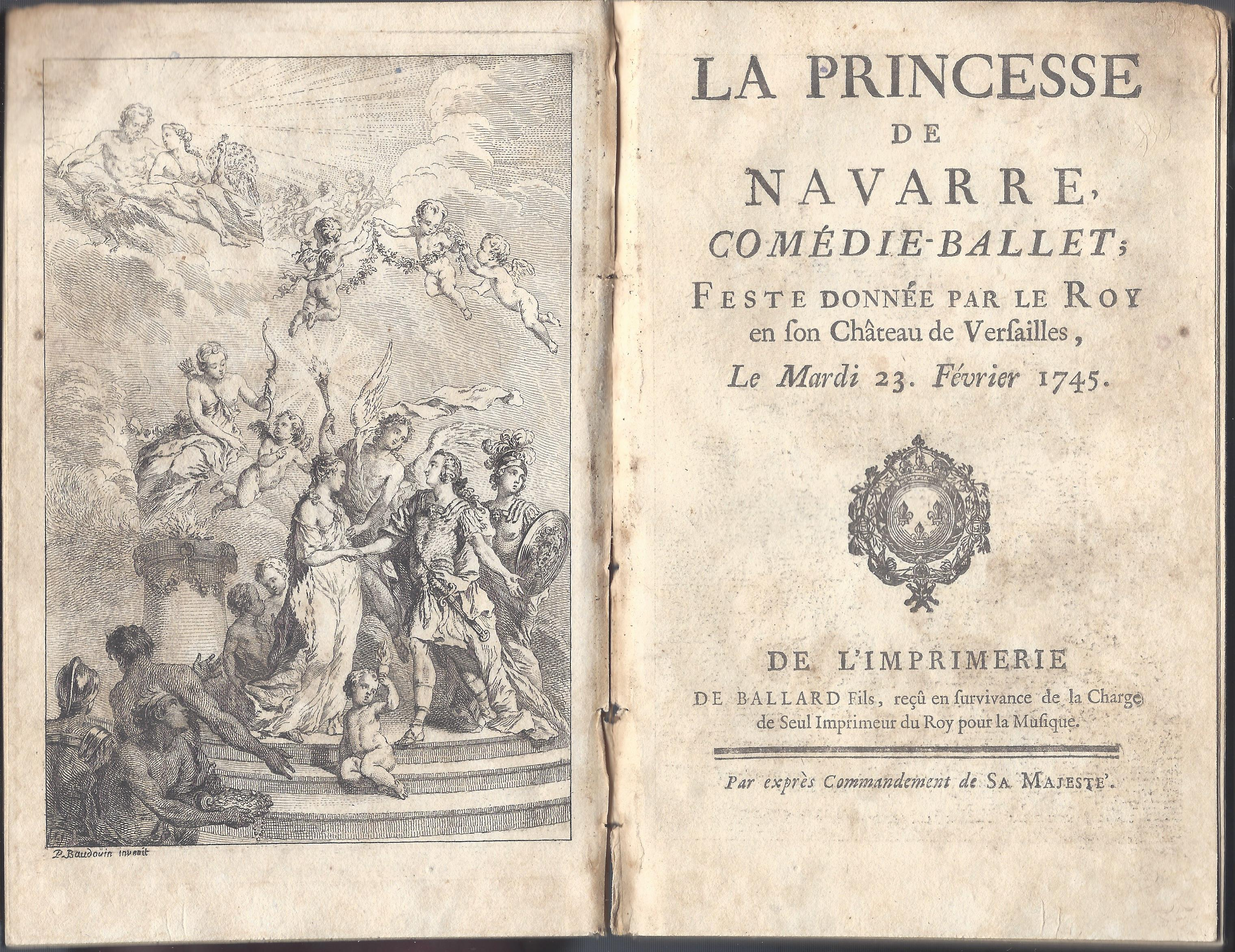
Frontispiz und Titelblatt von La Princesse de Navarre, 1745

- 23. Februar: Voltaires Ballettkomödie La Princesse de Navarre wird in der Vertonung von Jean-Philippe Rameau anlässlich der Hochzeit des Kronprinzen von Frankreich mit Maria Theresia, einer Tochter des Königs von Spanien, in der umgebauten Grande Écurie von Versailles uraufgeführt. Der König ordnet eine Wiederholung der Aufführung an, was für eine positive Aufnahme spricht. Als Zeichen der Anerkennung erhalten Voltaire und Rameau einen Folgeauftrag für ein Hoffest am 27. November, an dem ihr Opéra-ballet Le Temple de Gloire uraufgeführt wird. Jean-Jacques Rousseau bearbeitet das Libretto Ende des Jahres zur einaktigen Fassung Les Fêtes de Ramire, die am 22. Dezember uraufgeführt wird.
- 27. März: Das Oratorium Belshazzar von Georg Friedrich Händel wird am King’s Theatre in London uraufgeführt.

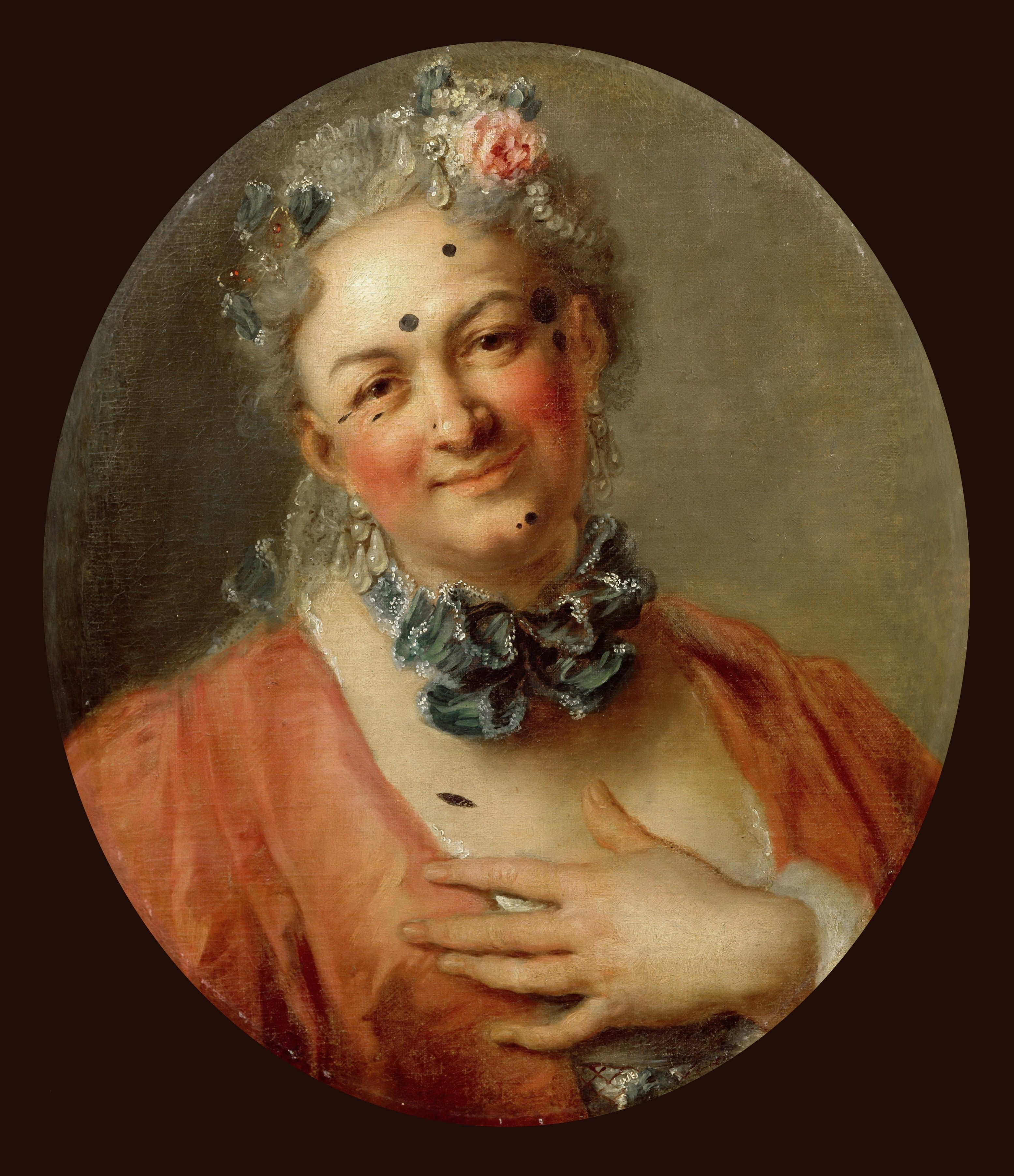
Pierre Jélyotte in der Travestierolle der Nymphe Platée (Gemälde von Charles-Antoine Coypel)

Die Ballettkomödie Platée von Jean-Philippe Rameau wird am 31. März in den inzwischen prachtvoll ausgebauten Räumlichkeiten des Großen Marstalles in Versailles uraufgeführt. Das Libretto stammt von Adrien-Joseph Le Valois d’Orville, der dafür das von Rameau gekaufte Libretto Platée ou Junon Jalouse (Plataea, oder Juno ist eifersüchtig) von Jacques Autreau überarbeitet hat. Anlass der Uraufführung ist die Hochzeitsfeier von Louis Ferdinand de Bourbon, dauphin de Viennois, Sohn von König Ludwig XV., und der Infantin Maria Theresia Rafaela von Spanien, die zeitgenössischen Quellen zufolge so wie die Titelfigur keine Schönheit war. Anstatt den Komponisten deshalb in Schwierigkeiten zu bringen, wird die Aufführung aber gut aufgenommen und Rameau wird ein paar Monate später an die Position des königlichen Hofkomponisten mit einem beträchtlichen Jahreseinkommen berufen.
- Juni: Comus
- 7. Oktober: Arminio

#### God Save the King

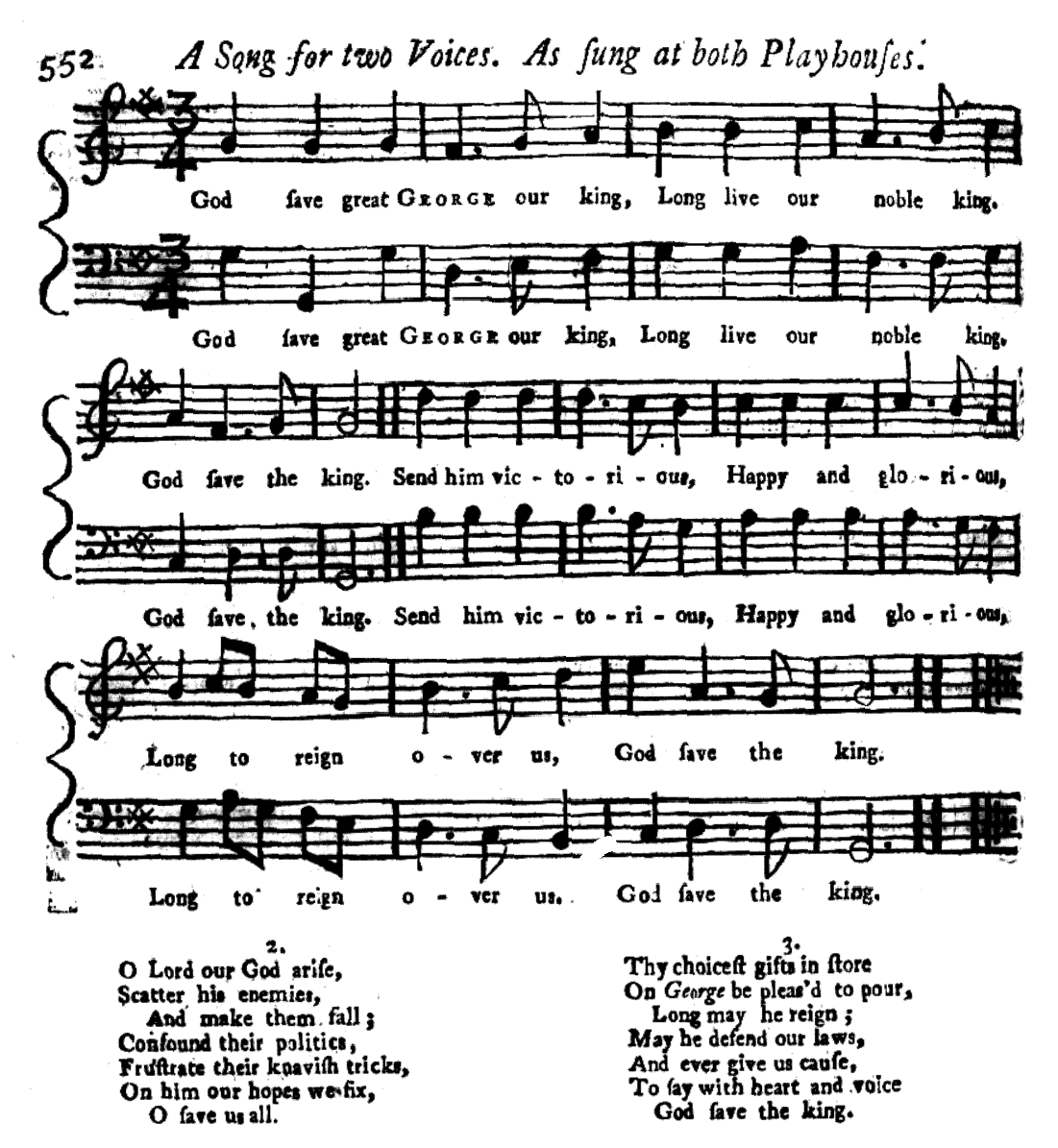
Veröffentlichung 1745

Die Hymne God Save the King wird am 28. September in einem Arrangement von Thomas Arne zu Ehren von König George II. von Großbritannien und Irland erstmals aufgeführt. Die Urheberschaft für das Werk wird vom Sohn des Dichters Henry Carey für seinen Vater beansprucht. Während der Text durchaus von ihm stammen könnte, ist der Ursprung der Melodie unklar.

### Religion
- 1. November: In der Enzyklika Vix pervenit geißelt Papst Benedikt XIV. das Laster des Darlehenszinsnehmens. Das Zinsverbot begründet er mit den Heiligen Schriften.
- Die Kreuzkapelle in Kitzingen wird geweiht.

### Natur und Umwelt

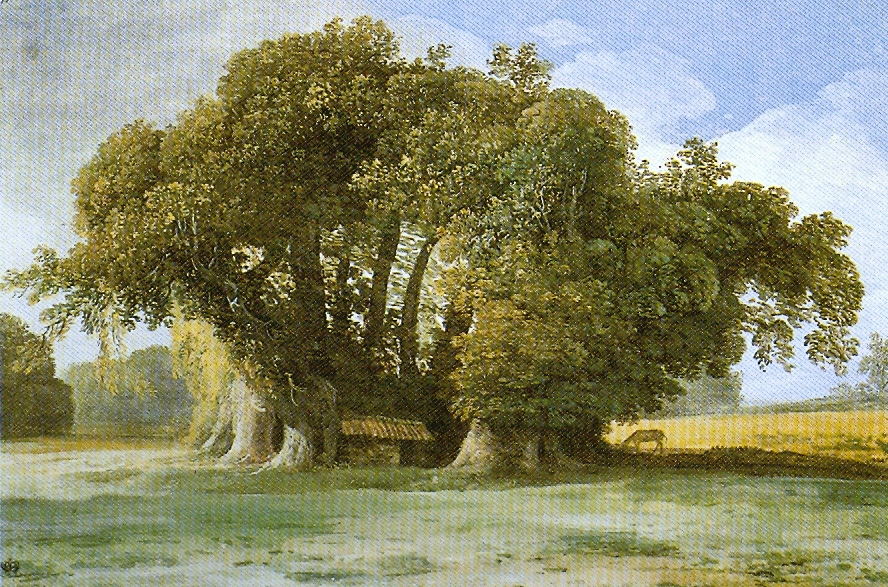
Kastanienbaum der hundert Pferde (Jean-Pierre Houël, ca. 1777)

- 21. August: Der am Osthang des Ätna in Sizilien stehende Kastanienbaum der hundert Pferde wird unter Naturschutz gestellt.

## Geboren

### Erstes Quartal
- 01. Januar: Vinzenz Maria Strambi, italienischer Passionist und Bischof von Macerata-Tolentino († 1824)
- 01. Januar: Anthony Wayne, US-amerikanischer General und Politiker († 1796)
- 03. Januar: Ludwig, Fürst von Nassau-Saarbrücken († 1794)
- 04. Januar: Johann Jakob Griesbach, hessischer Professor für das Neue Testament in Jena († 1812)
- 06. Januar: Jacques Étienne Montgolfier, französischer Luftfahrtpionier, Miterfinder des Heißluftballons († 1799)
- 07. Januar: Johann Christian Fabricius, deutsch-dänischer Zoologe und Wirtschaftswissenschaftler († 1808)
- 09. Januar: Caleb Strong, US-amerikanischer Politiker, Gouverneur von Massachusetts († 1819)
- 10. Januar: Étienne Aubry, französischer Maler († 1781)
- 13. Januar: Gottlieb Ludolph Krehl, deutscher evangelischer Geistlicher († 1823)
- 14. Januar: Johann Georg Pforr, deutscher Maler († 1798)
- 15. Januar: Matthäus Conrad, Schweizer reformierter Pfarrer, Romanist und Rätoromanist († 1832)
- 17. Januar: Nicolas Roze, französischer Musikpädagoge und Komponist († 1819)
- 30. Januar: Ernst II., Fürst von Sachsen-Gotha-Altenburg († 1804)
- 01. Februar: Karl Joseph von Habsburg-Lothringen, Erzherzog von Österreich († 1761)
- 06. Februar: Christian Friedrich von Schimonski, preußischer Generalmajor († 1813)
- 08. Februar: Johann Ernst Faber, deutscher Hochschullehrer († 1779)
- 11. Februar: Schack Hermann Ewald, Gothaer Hofbeamter und Publizist († 1822)
- 11. Februar: Inō Tadataka, japanischer Landvermesser und Kartograph († 1818)
- 13. Februar: Gottfried Erich Rosenthal, deutscher Meteorologe und Messgerätebauer († 1813)
- 15. Februar: Johann Ferdinand Albert, deutscher Beamter († 1839)

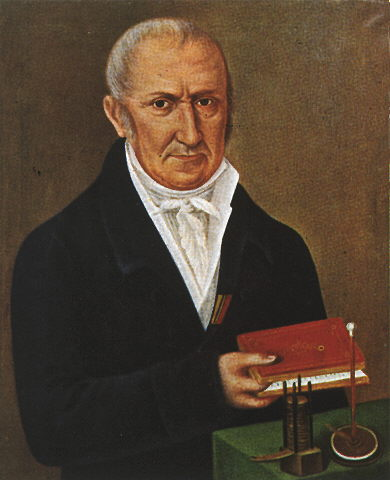
Alessandro Volta

- 18. Februar: Alessandro Volta, italienischer Physiker und Erfinder († 1827)
- 22. Februar: João de Sousa Carvalho, portugiesischer Komponist († 1799)
- 23. Februar: Iwan Jegorowitsch Starow, russischer Architekt († 1808)
- 24. Februar: Fjodor Fjodorowitsch Uschakow, russischer Marineoffizier und Admiral († 1817)
- 06. März: Kazimierz Pułaski, Anführer der Konföderation von Bar in Polen und General im Amerikanischen Unabhängigkeitskrieg († 1779)
- 11. März: Bodawpaya, König der Konbaung-Dynastie in Birma († 1819)
- 14. März: Joseph Höß, deutscher Orgelbauer († 1797)
- 16. März: Johann Wilhelm Cornelius von Königslöw, deutscher Organist und Komponist († 1833)
- 19. März: Johann Peter Frank, deutscher Mediziner († 1821)
- 19. März: Heinrich Christoph Nebel, deutscher Literaturwissenschaftler, Rhetoriker und lutherischer Theologe († 1786)
- 21. März: Johan Nordahl Brun, norwegischer Bischof und Dichter († 1816)
- 25. März: Nicolas-Étienne Framéry, französischer Schriftsteller und Komponist († 1810)
- 25. März: Georg Ernst Waldau, deutscher evangelischer Theologe und Kirchenhistoriker († 1817)
- 30. März: Antonio Despuig y Dameto, spanischer Kardinal († 1813)
- 31. März: Marianne von der Leyen, deutsche Reichsgräfin, Regentin in Blieskastel († 1804)

### Zweites Quartal
- 01. April: Johann La Roche, österreichischer Schauspieler, Komiker und Bühnenschriftsteller († 1806)
- 02. April: Richard Bassett, US-amerikanischer Politiker, Gouverneur von Delaware († 1815)
- 06. April: William Dawes, amerikanischer Gerber, Patriot im Amerikanischen Unabhängigkeitskrieg († 1799)
- 07. April: Jiří Družecký, tschechischer Oboist, Paukenvirtuose und Komponist († 1819)
- 14. April: Denis Fonwisin, russischer Satiriker und Komödiendichter († 1792)
- 20. April: Philippe Pinel, französischer Psychiater († 1826)
- 24. April: Benedict Christian Vogel, deutscher Mediziner, Botaniker und Hochschullehrer († 1825)
- 25. April: Johann Christian Friedrich Flemming, deutscher Orgelbauer († 1811)
- 27. April: Gottfried Christian Cannabich, deutscher lutherischer Theologe († 1830)
- 29. April: Oliver Ellsworth, US-amerikanischer Jurist und Politiker († 1807)
- 30. April: Wilhelm Heinrich Bethmann, deutscher Orgelbauer († 1802)
- 05. Mai: Carl August Ehrensvärd, schwedischer Admiral, Zeichner, Architekt und Kunsttheoretiker († 1800)
- 07. Mai: Carl Stamitz, deutscher Violinist und Komponist († 1801)
- 10. Mai: Wilhelm Florentin von Salm-Salm, Bischof von Tournai und Erzbischof von Prag († 1810)
- 12. Mai: Jens Juel, dänischer Maler († 1802)
- 21. Mai: Johann Conrad Sulzer, Schweizer evangelischer Geistlicher († 1819)
- 29. Mai: Jean-Baptiste Bastide, französischer Jurist und Sprachforscher († 1810)
- 03. Juni: Louis-René Levassor de Latouche Tréville, französischer Admiral († 1804)
- 11. Juni: David Brearley, US-amerikanischer Jurist und Politiker († 1790)
- 16. Juni: Sigmund Freudenberger, Schweizer Maler († 1801)
- 16. Juni: Friedrich Ludwig von Rochow, preußischer Kammerherr und Gutsbesitzer († 1808)
- 23. Juni: James Graham, englischer Arzt, Quacksalber und religiöser Pamphletist († 1794)
- 28. Juni: August Friedrich Oelenhainz, deutscher Maler († 1804)
- 29. Juni: Karl Franz Henisch, deutscher Schauspieler und Librettist († 1776)
- 30. Juni: Joseph Freiherr von Aichen, österreichischer Diplomat und Jurist († 1818)

### Drittes Quartal
- 05. Juli: Carl Arnold Kortum, deutscher Arzt, Schriftsteller und Heimatforscher († 1824)
- 07. Juli: Eleonore von Liechtenstein, deutsche Salonière († 1812)
- 09. Juli: Christian Gottlob Richter, deutscher Jurist, Hochschullehrer und Philologe († 1791)
- 15. Juli: Jost Dürler, Schweizer Offizier in französischen und englischen Diensten († 1802)
- 17. Juli: Timothy Pickering, US-amerikanischer Außenminister († 1829)

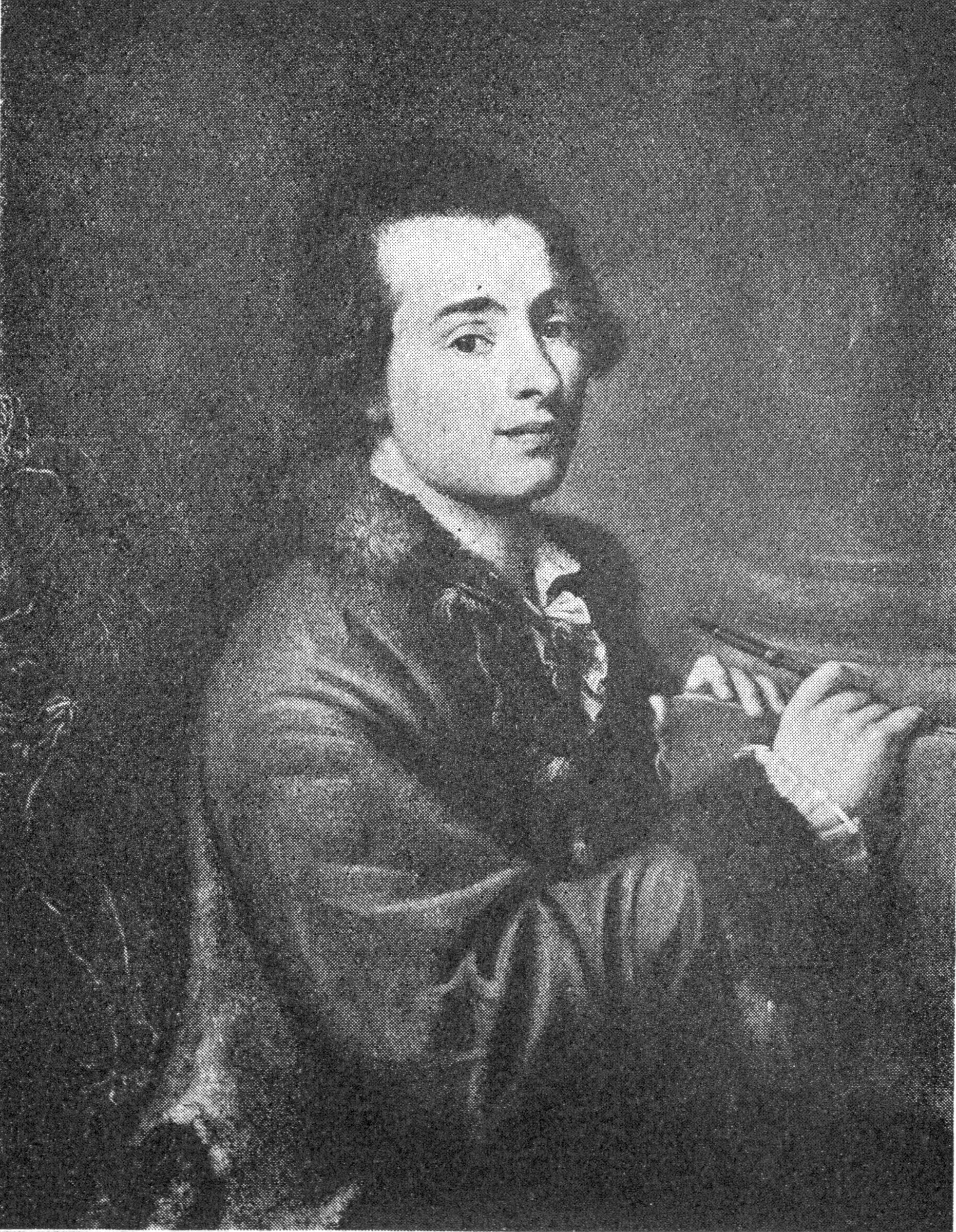
Domenico Pozzi

- 03. August: Domenico Pozzi, Tessiner Maler († 1796)
- 05. August: Johann Georg Pfranger, deutscher evangelischer Geistlicher († 1790)
- 09. August: Wolfgang Schlichtinger, österreichischer katholischer Geistlicher († 1830)
- 18. August: Friederike Charlotte von Brandenburg-Schwedt, Fürstäbtissin des Stifts Herford († 1808)
- 18. August: Ludwig Fischer, deutscher Opernsänger (Bass) († 1825)
- 18. August: Václav Josef Bartoloměj Praupner, böhmischer Komponist († 1807)
- 20. August: Francis Asbury, US-amerikanischer Bischof († 1816)
- 30. August: Johann Hieronymus Schroeter, deutscher Jurist, Beamter und Astronom († 1816)
- 03. September: Karl Viktor von Bonstetten, Schweizer Schriftsteller († 1832)
- 12. September: Jean-François Lefèbvre, chevalier de la Barre, französisches Opfer eines religiös motivierten Justizmordes († 1766)
- 16. September: Michail Illarionowitsch Kutusow, Generalfeldmarschall der russischen Armee, Held des Krieges gegen Napoleon († 1813)
- 23. September: John Sevier, US-amerikanischer Politiker, Mitbegründer und Gouverneur von Tennessee, Gouverneur der unabhängigen Republik State of Franklin († 1815)
- September: Samuil Micu, Siebenbürger Philosoph, Theologe, Historiker, Romanist, Grammatiker, Lexikograf und Übersetzer († 1806)

### Viertes Quartal
- 05. Oktober: Barbara Schulthess, Zürcher Bürgerin, Freundin von Johann Wolfgang von Goethe und Johann Caspar Lavater († 1818)
- 10. Oktober: Philippine von Brandenburg-Schwedt, Landgräfin von Hessen-Kassel († 1800)
- 12. Oktober: Heinrich Michael Hebenstreit, deutscher Jurist und Rechtshistoriker († 1786)
- 15. Oktober: Alexander Abercromby, schottischer Jurist und Essayist († 1795)
- 15. Oktober: Jean-Baptiste Huet, französischer Maler († 1811)
- 22. Oktober: Benedikt Maria von Werkmeister, deutscher römisch-katholischer Theologe und Kirchenreformer († 1823)
- 27. Oktober: Wolfgang Aigner, bayerischer Benediktiner und Gelehrter († 1801)
- 27. Oktober: Maxim Beresowski, russischer Komponist († 1777)
- 29. Oktober: Thomas Lee, US-amerikanischer Politiker, Gouverneur von Maryland († 1819)
- 08. November: Ernst Christian Trapp, deutscher Pädagoge († 1818)
- 14. November: Dominique Villars, französischer Arzt und Botaniker († 1814)

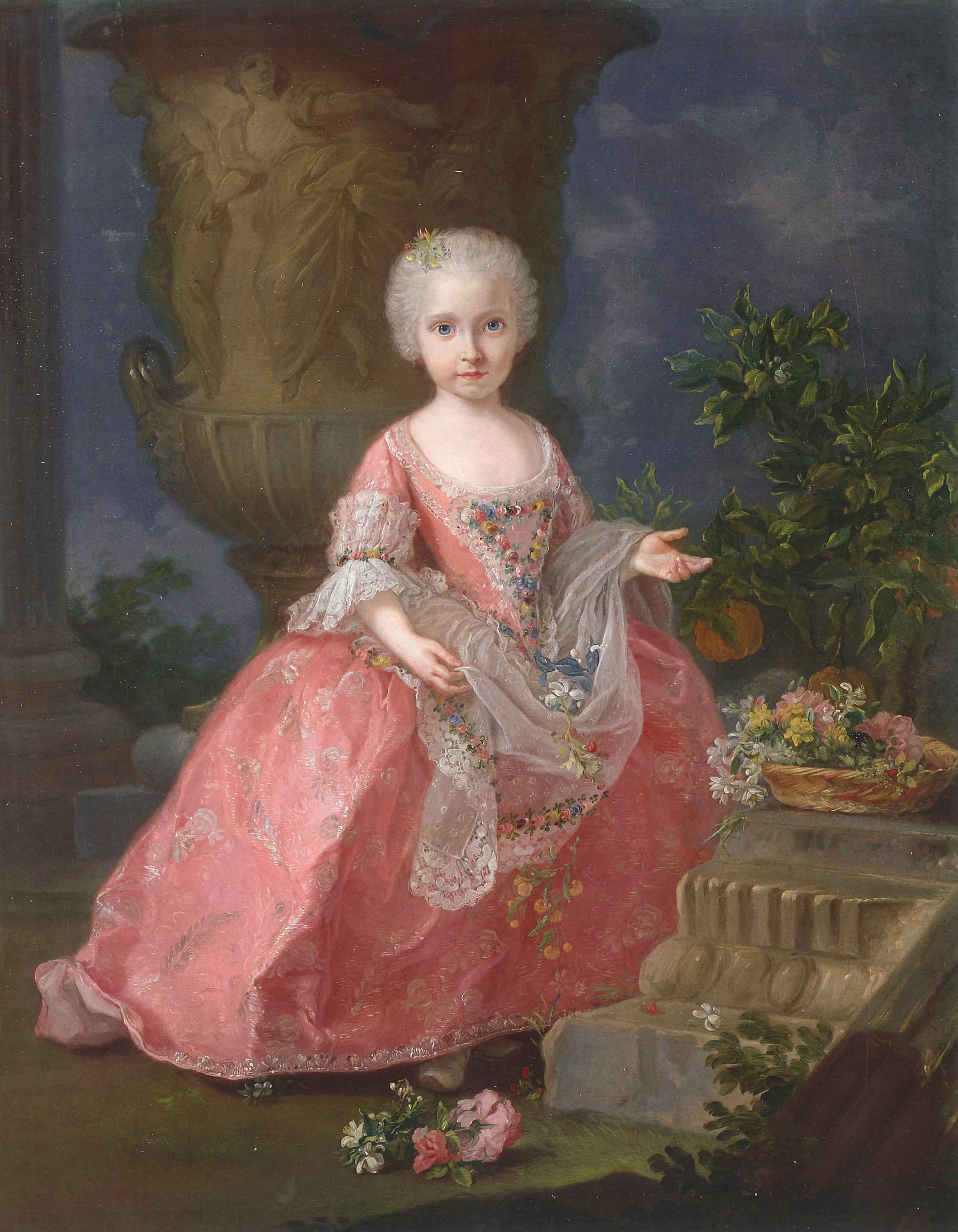
Infanta Maria Luisa ca. 1748

- 24. November: Maria Ludovica von Spanien, Erzherzogin von Österreich, Großherzogin der Toskana sowie Kaiserin des Heiligen Römischen Reiches und Königin von Böhmen, Kroatien und Ungarn († 1792)
- 27. November: Rafael de Sobremonte, spanischer Offizier, Kolonialverwalter und Vizekönig des Río de la Plata († 1827)
- 29. November: Konrad Gottlob Anton, schlesischer Sprachwissenschaftler und Orientalist († 1814)
- 03. Dezember: Franz Anton Ernst, böhmischer Violinist, Geigenbauer und Komponist († 1805)
- 10. Dezember: Arthur Fenner, US-amerikanischer Politiker, Gouverneur von Rhode Island († 1805)
- 12. Dezember: John Jay, US-amerikanischer Politiker, Gouverneur von New York, Außenminister und Oberster Richter der Vereinigten Staaten († 1829)
- 16. Dezember: Philipp Karl von Alvensleben, preußischer Staats-, Kriegs- und Kabinettsminister († 1802)
- 24. Dezember: William Paterson, US-amerikanischer Staatsmann und Jurist († 1806)

### Genaues Geburtsdatum unbekannt
- Ramon Amadeu i Grau, katalanischer Bildhauer († 1821)
- Pierre d’Aval, preußischer Beamter († nach 1806)
- Arslan Mehmed-paša, osmanischer Großgouverneur des Paschalik Bosniens († 1812)
- George Atwood, englischer Erfinder und Physiker († 1807)
- Johann George Gotthelf Auen, preußischer Beamter († 1822)
- Gerhard Matthäus Friedrich Brawe, deutscher Mediziner und Autor († 1787)
- Ann Catley, britische Sängerin, Schauspielerin und Tänzerin († 1789)
- Mary Digges Lee, US-amerikanische Bürgerin und Gouverneursfrau († 1805)
- Theobald Dillon, französischer Heerführer, ermordet († 1792)
- Olaudah Equiano, afrikanisch-barbadischer Sklave und Kämpfer für die Sklavenbefreiung († 1797)
- George K. Jackson, US-amerikanischer Komponist († 1822)
- James Lloyd, US-amerikanischer Politiker († 1820)
- Heinrich Ferdinand Möller, deutscher Schauspieler und Schriftsteller († 1798)
- Friedrich Adolf von Zwanziger, deutscher Jurist, Diplomat und Politiker sowie Gründer der heutigen Castell-Bank († 1800)

### Geboren um 1745
- Andrianampoinimerina, König von Madagaskar († 1810)

## Gestorben

### Erstes Halbjahr
- 03. Januar: Jean de Bodt, preußischer und kursächsischer General und Architekt (* 1670)
- 03. Januar: Ludwig, letzter regierender Fürst von Nassau-Saarbrücken († 1794)

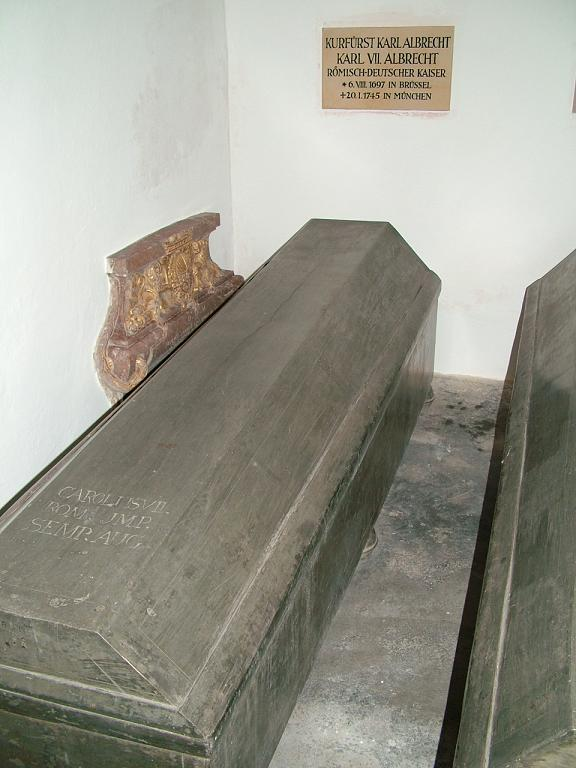
Sarg Kaiser Karls VII. in der Theatinerkirche

- 12. Januar: Basilio Asquini, italienischer römisch-katholischer Geistlicher und Biograf (* 1682)
- 20. Januar: Karl VII., Kaiser des Heiligen Römischen Reiches, Kurfürst und Herzog von Bayern (* 1697)
- 24. Januar: Wincenty Maxylewicz, polnischer Komponist und Dirigent (* um 1685)
- 000Januar: Michael Bauer, Bergsänger und Bergliederdichter im Erzgebirge (* 1662)
- 000Januar: Giovanni Lorenzo Gregori, italienischer Violinist und Komponist (* 1663)
- 04. Februar: Georg Ermel, deutscher Pädagoge (* 1659)
- 05. Februar: Anna Luise Föhse, Fürstin von Anhalt-Dessau (* 1677)
- 06. Februar: Theodor Lubomirski, Woiwode von Krakau und kaiserlicher Feldmarschall (* 1683)
- 08. Februar: Karl, Herzog von Württemberg-Bernstadt (* 1682)
- 18. Februar: Nicola Fago, italienischer Komponist (* 1677)
- 21. Februar: Johann Friedrich Blank, russischer Architekt (* 1708)
- 15. März: Michel de La Barre, französischer Flötist und Komponist (* vor 1675)
- 18. März: Robert Walpole, britischer Politiker und Premierminister (* 1676)
- 19. März: Giovanni Francesco Guerniero, italienischer Architekt und Baumeister (* um 1665)
- 18. April: Francesco Venturini, deutscher Komponist und Violinist (* um 1675)
- 27. April: Jean-Baptiste Morin, französischer Komponist (* 1677)
- 30. April: Robert Douglas, schottischer Politiker und Offizier (* um 1703)
- 06. Mai: Marie-Nicole Horthemels, französische Kupferstecherin und Radiererin (* 1689)
- 09. Mai: Tomaso Antonio Vitali, italienischer Violinist und Komponist (* 1663)
- 13. Mai: Franz Trumler, ungarisch-österreichischer Steinmetzmeister und Bildhauer (* 1687)
- 14. Mai: Franz Leopold von Sternberg, böhmischer Adliger und Staatsmann (* 1680)
- 22. Mai: François-Marie de Broglie, französischer Feldherr, Marschall von Frankreich (* 1671)
- 04. Juni: Johann Wilhelm, Herzog von Sachsen-Coburg-Saalfeld (* 1726)
- 28. Juni: Antoine Forqueray, französischer Komponist, Gambist und königlicher Kammermusiker (* 1672)

### Zweites Halbjahr
- 25. Juli: Pierre Alexis Delamair, französischer Architekt (* 1676)
- 31. Juli: Karl Heinrich von Hornstein, Ritter des Deutschen Ordens (* 1668)
- 01. August: Gottlob Adolph, deutscher Kirchenlieddichter (* 1685)
- 03. August: Johann Paul Schilck, österreichischer Steinmetzmeister (* 1668)
- 11. August: Adam Horatio Casparini, deutscher Orgelbauer (* 1676)
- 13. August: Ernst Friedrich II., Herzog von Sachsen-Hildburghausen (* 1707)
- August/September: Galdan Tsereng, Herrscher der Dsungaren
- 04. September: Christian Ernst, Herzog von Sachsen-Coburg-Saalfeld (* 1683)
- 07. September: Erdmann II. von Promnitz, kursächsischer Kabinettsminister und Geheimer Rat (* 1683)
- 14. September: Martino Altomonte, neapolitanisch-österreichischer Maler (* 1657)
- 19. September: Ernst Salomon Cyprian, deutscher lutherischer Theologe und Bibliothekar (* 1673)
- 24. September: Johann Heinrich Fäsi, Schweizer evangelischer Geistlicher (* 1659)
- 000September: Louis Francœur, französischer Violinist und Komponist (* 1692)
- 02. Oktober: Heinrich Klausing, deutscher lutherischer Theologe, Mathematiker, Astronom und Polyhistor (* 1675)
- 06. Oktober: Juriaen Pool, niederländischer Porträtmaler und Kupferstecher (* 1666)
- 14. Oktober: David Erskine, 9. Earl of Buchan, schottischer Adeliger und Politiker (* 1672)
- 15. Oktober: Johann Maximilian von Welsch, deutscher Architekt, Oberbaudirektor und Festungsbaumeister (* 1671)

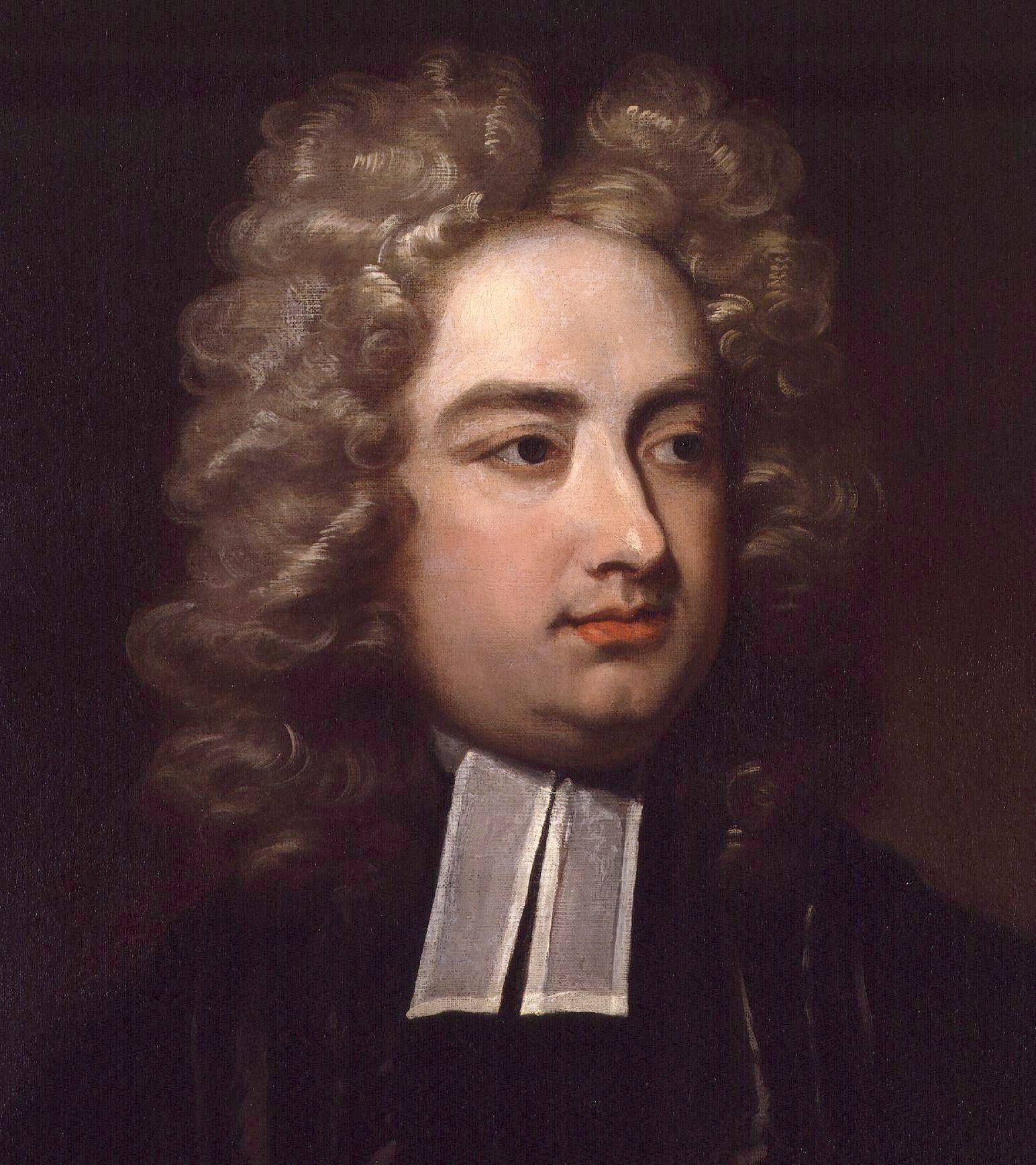
Jonathan Swift (um 1710)

- 19. Oktober: Jonathan Swift, anglo-irischer Schriftsteller und Satiriker (* 1667)
- 23. Oktober: Johann Alexander Döderlein, Weißenburger Gelehrter (* 1675)
- 16. November: James Butler, 2. Duke of Ormonde, anglo-irischer Adeliger und General, Lord Lieutenant of Ireland (* 1665)
- 16. November: Johann Lucas von Hildebrandt, italienisch-österreichischer Baumeister (* 1668)
- 06. Dezember: Imre Esterházy de Galántha, Erzbischof von Esztergom und Primas von Ungarn (* 1663)
- 19. Dezember: Jean-Baptiste van Loo, französischer Maler (* 1684)
- 23. Dezember: Jan Dismas Zelenka, böhmischer Komponist (* 1679)
- 31. Dezember: Samuel Güldin, Schweizer Pietist (* 1664)

### Genaues Todesdatum unbekannt
- António de Albuquerque Coelho, portugiesischer Kolonialverwalter, Gouverneur in Macau, Timor und Pate (* 1682)
- Andreas Hafenegger, österreichischer Architekt und Baumeister des Barocks (* 1666)
- Henry Jennings, britischer Freibeuter, Oberhaupt der Piraten von New Providence
- İbrahim Müteferrika, osmanischer Gelehrter und Diplomat ungarischer Herkunft (* zwischen 1670 und 1674)
- Abraham Rozanes, jüdischer Gelehrter und Großrabbiner in Konstantinopel (* 1665)

### Gestorben um 1745
- Detlev Friedrich von Ahlefeldt, Erbherr auf Brodau und dänischer Generalmajor (* 1686)